# Louis Wigfall

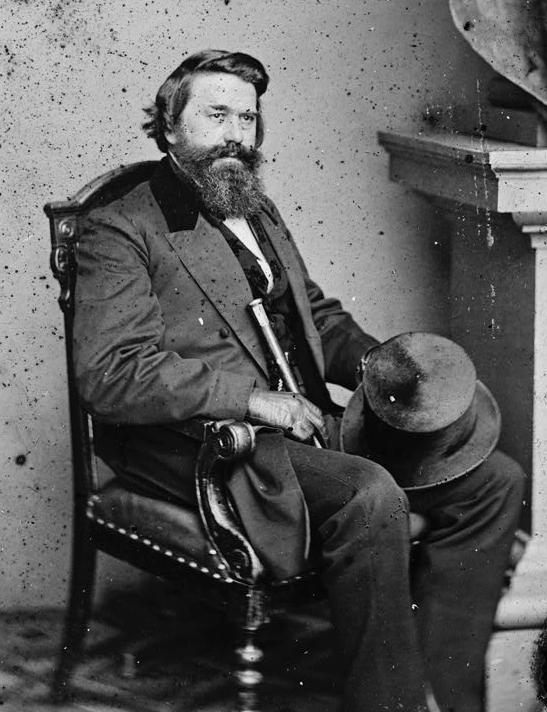
Louis Wigfall

Louis Trezevant Wigfall, född 21 april 1816 nära Edgefield i South Carolina, död 18 februari 1874 i Galveston i Texas, var en amerikansk politiker och  i brigadgeneral i Amerikas konfedererade staters armé under amerikanska inbördeskriget. Demokraten Wigfall representerade delstaten Texas i USA:s senat 1859–1861. Han var sedan ledamot av CSA:s senat 1862–1865. Wigfall var en av de ledande förespråkarna för sydstaternas utträde ur USA. Wigfall och hans gelikar kallades Fire-Eaters av motståndarsidan, nordstaterna.
Wigfalls far var en framgångsrik handelsman som avled 1818. Modern, som härstammade från de franska hugenotterna, dog när Louis var tretton år gammal. Brodern Hamden dödades i en duell. En annan bror, anglikanprästen Arthur, avancerade till biskop i episkopalkyrkan.
Wigfall utexaminerades 1837 från South Carolina College (numera University of South Carolina). Han studerade juridik vid University of Virginia och inledde sin karriär som advokat i South Carolina.
Wigfall stödde John Peter Richardson II i guvernörsvalet i South Carolina 1840. Det politiska våldet hettade till och Wigfall utkämpade två dueller inom en kort tidsperiod. Blivande kongressledamoten Preston Brooks och Wigfall båda sårades i en av duellerna. Efter en annan incident hade Wigfall blivit anklagad för att ha dödat en man utan att ha blivit dömd för det brottet. Han var stolt över sitt rykte som duellant och känd för sin traditionella syn på heder.
Wigfall flyttade 1848 till Texas där han arbetade som advokat först i Nacogdoches och sedan i Marshall.
Senator Sam Houston förlorade guvernörsvalet i Texas 1857. Wigfall profilerade sig som en inbiten motståndare till Houston. Han följde Houston överallt under kampanjens gång och anklagade senatorn för att ha svikit sydstaterna. Wigfall till och med påstod att Houston siktade på att bli USA:s president med stöd från abolitionister i nordstaterna. Wigfall själv var en slaveriförespråkare.
Wigfall efterträdde 1859 Matthias Ward som senator för Texas. Han uteslöts 1861 ur senaten som följd av Texas utträde ur USA. Han deltog sedan i inbördeskriget som brigadgeneral och representerade därefter Texas i konfederationens senat. Han var först nära vän med CSA:s president Jefferson Davis men blev så småningom motståndare till CSA:s regering som han anklagade för en tendens till maktcentralisering. Efter kriget tillbringade han fyra år i exil i Storbritannien.
Wigfalls grav finns på Trinity Episcopal Cemetery i Galveston.